# Caulophacus latus
Caulophacus latus är en svampdjursart som beskrevs av Schulze 1886. Caulophacus latus ingår i släktet Caulophacus och familjen Rossellidae. Inga underarter finns listade i Catalogue of Life.